# Super Drags
Super Drags es una serie de televisión brasileña de animación Adulta creada por Anderson Mahanski, Fernando Mendonça y Paulo Lescaut para Netflix.
La serie está producida por Combo Estúdio, y sigue las aventuras de Patrick, Donizete y Ralph, unos amigos que trabajan en unos grandes almacenes y que se convierten en tres heroínas: Lemon Chiffon, Scarlet Carmesí y Safira Cyan, las Super Drags, responsables de proteger a la comunidad LGBT. La serie, que consta de 5 episodios, se estrenó el 9 de noviembre de 2018.
La serie tiene un doblaje en inglés con las voces de las famosas drag queens de RuPaul's Drag Race: Trixie Mattel, Ginger Minj, Willam Belli y Shangela.
En el doblaje español la serie transcurre en la ciudad de Murcia.
Según el periódico brasileño Folha de S.Paulo, se ha renovado la serie por una segunda y tercera temporadas. Sin embargo Netflix anunció el 22 de diciembre de 2018 que la serie fue cancelada después de una temporada con 5 episodios debido a baja audiencia.

## Reparto y caracteres

### Reparto de voz brasileña
- Pabllo Vittar como Goldiva
- Sylvia Salustti como Jezebel
- Silvetty Montilla como Vedete Champagne
- Marcelo Souza como Juracy
- Guilherme Briggs como Janjão / Robertinho
- Rapha Vélez como Lady Elza
- Fernando Mendonça como Donizete / Scarlet Carmesim
- Wagner Follare como Ralph / Safira Cyan
- Sérgio Cantú como Patrick / Lemon Chiffon
- Fernando Mendonça como Sandoval
- Patrícia Garcia como Val Valadão
- Lucas Gama como Junior
- Vinicius Barros como Dr. Caio Durão
- Rapha Vélez como Terrorista
- Mariângela Cantú como Coroa Panterona
- Carla Pompílio como Sandrão

### Reparto de voz al español latino
- Leto Dugatkin como Patrick/Lemon Chiffon
- Ángel Mujica como Donizete/Scarlet Carmesí
- Franco de Candia como Ralph/Safira Cyan
- Ángel Lugo como Goldiva
- Marcos Abadí como Vedette Champagne
- Ángel Balam como Lady Elza
- Ariel Abadí como Sandoval
- Silvia Aira como Jezebel
- René Sagastume como Jacinta y Robertinho

## Marketing
El primer tráiler de las versiones brasileña e inglesa se lanzó el 19 de octubre de 2018. Un video corto especial de Halloween titulado "Gag! Gross, but I love it" ("Credo Que Delícia", en la versión original) se lanzó el 31 de octubre de 2018 en la página oficial de la serie en Facebook. El video musical "Highlight", interpretado por Pabllo Vittar, que presenta a los personajes principales de la serie, se lanzó el 7 de noviembre de 2018.

## Lanzamiento
El 19 de octubre de 2018, se lanzó el primer tráiler de la serie. La serie se estrenó oficialmente el 9 de noviembre de 2018.

## Controversia
Antes de su lanzamiento, la serie fue objeto de controversia ya que en julio de 2017, la Sociedad Brasileña de Pediatría emitió un comunicado oficial afirmando que la serie podría ser perjudicial para los niños. Sin embargo, Netflix ha declarado que la serie solo está destinada a audiencias adultas y, posteriormente, lanzó un tráiler de banda roja con una clasificación de TV-MA. Además, se lanzó otro video, donde Champagne, uno de los personajes de la serie, advierte a los espectadores que a pesar de que la serie está animada, contiene contenido para adultos y es solo para personas mayores de 16 años.